# Bò rừng bison

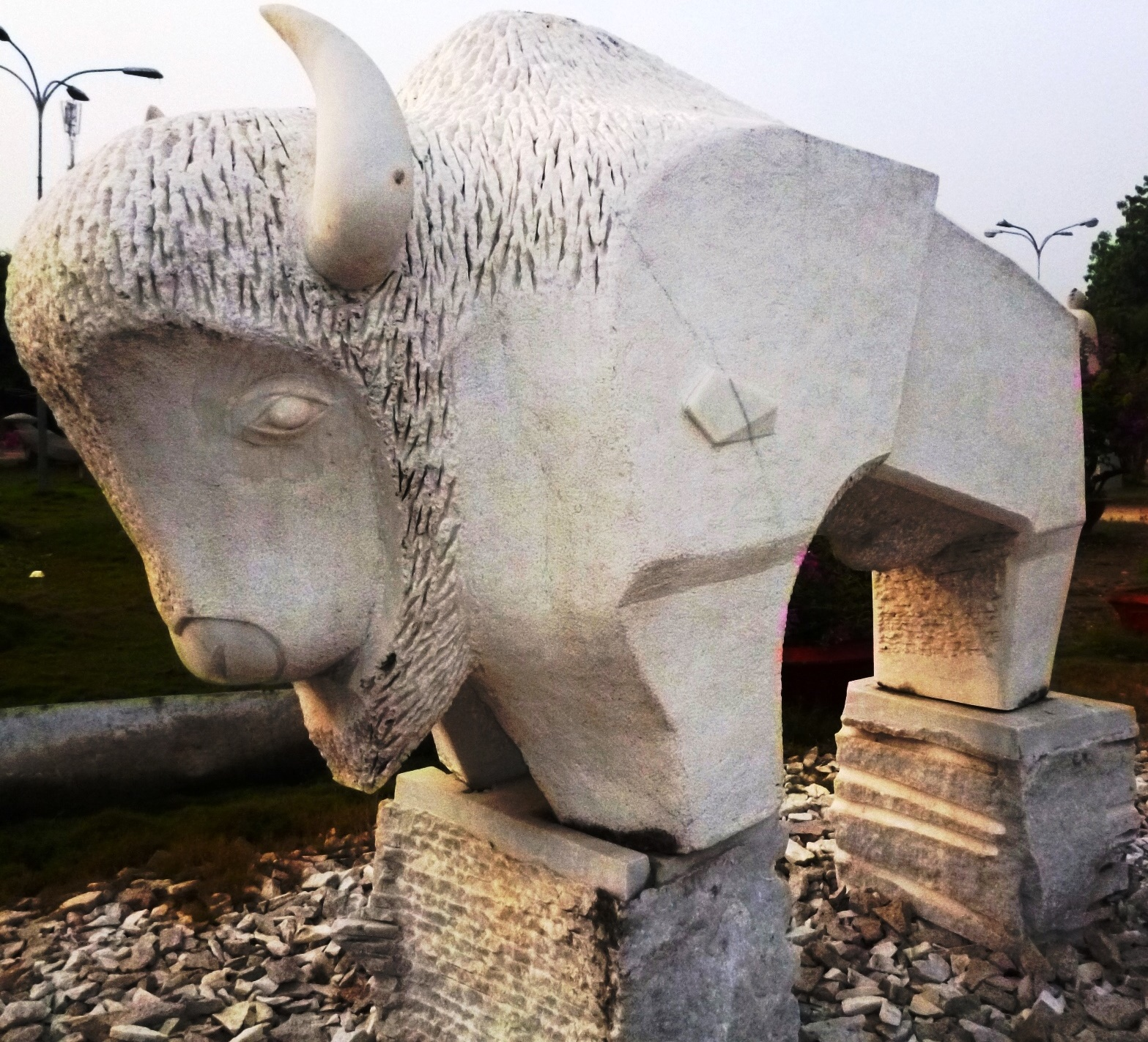
Tượng bò rừng Bison tại Công viên tượng ở An Giang năm 2014

Bò rừng bison là một nhóm phân loại có danh pháp khoa học là bison, bao gồm 6 loài động vật guốc chẵn to lớn trong phạm vi phân họ Trâu bò (Bovinae) của họ Trâu bò (Bovidae). Hiện tại, chỉ có 2 loài còn sinh tồn là: bò bison châu Mỹ (B. bison) và bò bison châu Âu (B. bonasus). Bò tót, một loài bò to lớn, lông dày, tìm thấy ở châu Á, đôi khi cũng được gọi là bò bison Ấn Độ, nhưng không thuộc về chi này, mà thuộc về chi Bos và như thế nó không phải là một loài bò bison thật sự.
Hai loài bò rừng bison thật sự vừa đề cập trên đây là các loài thú to lớn, sinh sống trên đất liền ở Bắc Mỹ và châu Âu. Giống như các họ hàng trâu bò khác, bò rừng bison là các động vật gặm cỏ sống du cư và di chuyển theo bầy đàn, ngoại trừ một số con đực sống riêng lẻ (hay hợp thành nhóm nhỏ) trong phần lớn thời gian của năm. Bò rừng bison Bắc Mỹ sinh sống tại khu vực Great Plains (Đại bình nguyên). Cả hai loài này đã từng bị săn bắn đến mức cận kề với nguy cơ tuyệt chủng trong thế kỷ 19 và 20, nhưng đã được hồi phục trở lại, mặc dù bò rừng bison châu Âu vẫn được đánh giá ở tình trạng đang nguy cấp.
Chúng đã từng là loài động vật có vú với số lượng cá thể lớn nhất thế giới, lên tới 50 triệu con trước khi người châu Âu di cư tới châu Mỹ. Và chỉ trong một thời gian ngắn, "dân số" của bò rừng chỉ còn lại 2.000 cá thể. Trước khi người châu Âu khám phá ra châu Mỹ, người da đỏ nơi đây coi bò rừng Mỹ là một phần không thể thiếu trong cuộc sống. Với những tham vọng chủ nghĩa tư bản, những thợ săn đến từ châu Âu đã tìm cách săn bắt, triệt hạ tàn khốc cộng đồng bò rừng.
Từ phương xa đến, điều đầu tiên người châu Âu đã mang lại cho châu Mỹ chính là dịch bệnh tổng hợp - lí do đầu tiên mà lũ bò rừng bị sát hại. Lí do thứ hai có lẽ là quan trọng nhất, đó chính là tham vọng làm bá chủ một vùng đất rộng lớn màu mỡ phì nhiêu. Người châu Âu có lẽ không hề muốn chia sẻ mảnh đất ấy với những thổ dân da đỏ. Biết bò rừng Bizon là nguồn sống, là nhu yếu phẩm của họ, người châu Âu đã tìm cách tàn sát lũ bò càng nhiều bò rừng càng tốt, làm cạn dần nguồn sống của thổ dân Anh-điêng, đẩy đuổi họ vào sâu trong rừng. Nguyên nhân trực tiếp này đã khiến số lượng bò giảm đi trông thấy.
Không giống như trâu rừng châu Á, bò rừng bison chưa bao giờ được thuần hóa một cách thực sự, mặc dù chúng thỉnh thoảng cũng xuất hiện tại các trang trại. Hiện nay, chúng được nuôi chủ yếu tại các trại nuôi gia súc lớn ở Hoa Kỳ và Canada để lấy thịt. Các đàn hoang dã được tìm thấy ở Vườn quốc gia Yellowstone, đảo Antelope ở Utah, vườn tiểu bang Custer ở South Dakota, Alaska, và phía bắc của miền trung Canada.
Bò rừng bison sống khoảng 20 năm và khi sinh ra không có sừng hay "bướu" đặc trưng của chúng. Chúng trở thành trưởng thành khi đạt độ tuổi 2-3 năm với sự phát triển của sừng, mặc dù những con đực còn tiếp tục phát triển chậm cho tới khi đạt 7 năm tuổi. Các con đực trưởng thành thể hiện tính thống lĩnh cao trong mùa sinh sản. Ngày 16 tháng 3 năm 2007, 15 con bò rừng bison Bắc Mỹ đã được tái du nhập loài vào Colorado, nơi mà chúng đã từng sinh sống cách đó khoảng 1 thế kỷ. Chúng được thả tại Rocky Mountain Arsenal National Wildlife Refuge trên diện tích khoảng 17.000 mẫu Anh (khoảng 6.880 ha).

## Xem thêm

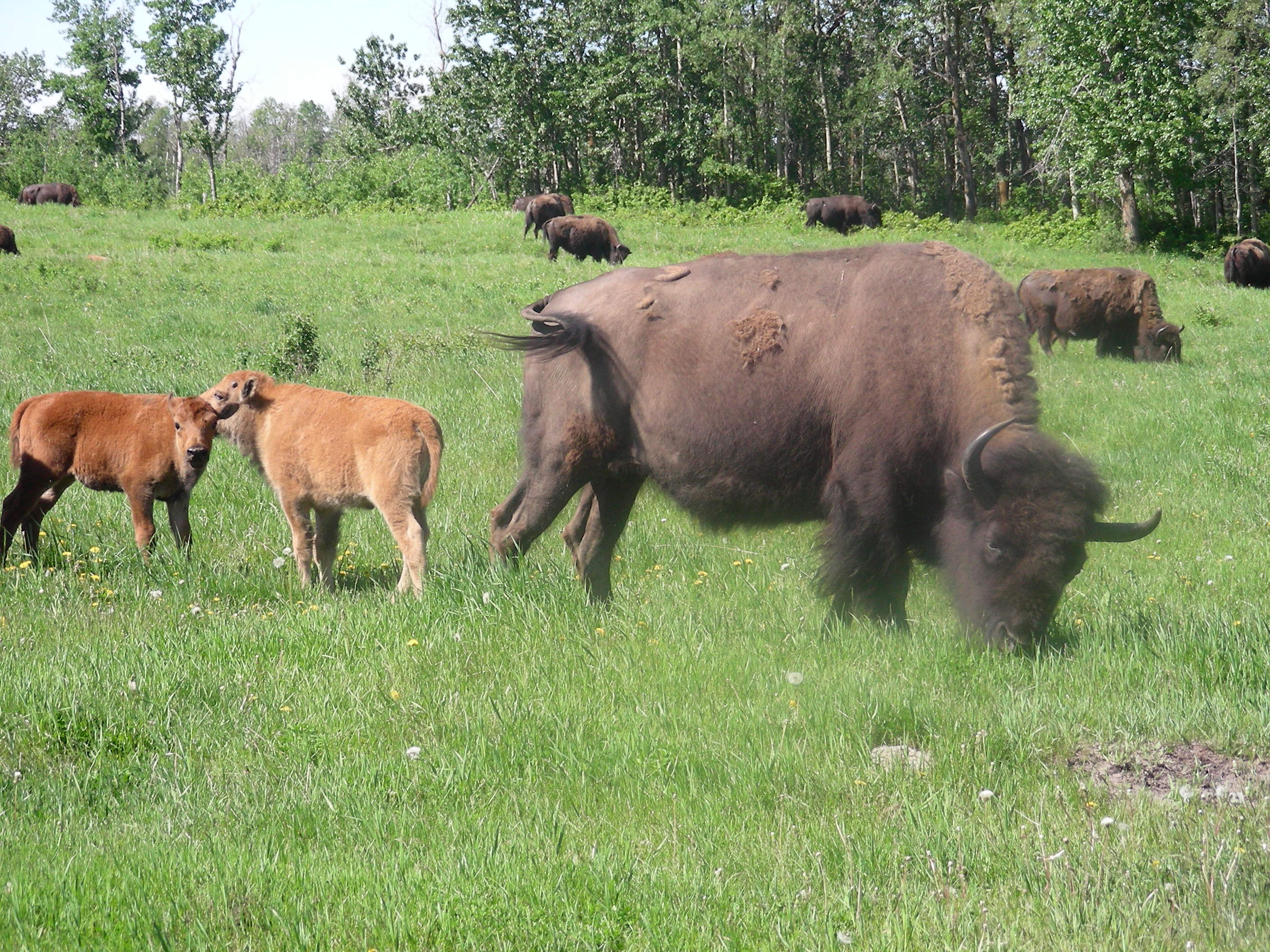
Một đàn bò rừng bison gặm cỏ tại Vườn Quốc gia đảo Elk, Alberta, Canada.